# Fotbal Club Botoșani 2015-2016
Questa voce raccoglie le informazioni riguardanti il Fotbal Club Botoșani nelle competizioni ufficiali della stagione 2015-2016.

## Rosa
Fonte:
| N. |                     | Ruolo | Calciatore             |
| -- | ------------------- | ----- | ---------------------- |
|    | Romania (bandiera)  | P     | Raul Avram             |
|    | Bulgaria (bandiera) | P     | Plamen Iliev           |
|    | Romania (bandiera)  | P     | Răzvan Pleşca          |
|    | Romania (bandiera)  | P     | Călin Tiuț             |
|    | Romania (bandiera)  | D     | Răzvan Atudorei        |
|    | Romania (bandiera)  | D     | Andrei Cordoș          |
|    | Romania (bandiera)  | D     | Stelian Cucu           |
|    | Bulgaria (bandiera) | D     | Radoslav Dimitrov      |
|    | Romania (bandiera)  | D     | Alexandru Ichim        |
|    | Romania (bandiera)  | D     | George Miron           |
|    | Romania (bandiera)  | D     | Nicolae Mușat          |
|    | Camerun (bandiera)  | D     | Michael Ngadeu-Ngadjui |
|    | Romania (bandiera)  | D     | Andrei Patache         |
|    | Romania (bandiera)  | D     | Florin Plămadă         |
|    | Romania (bandiera)  | D     | Marius Tomozei         |
|    | Romania (bandiera)  | C     | Mihai Bordeianu        |
|    | Romania (bandiera)  | C     | Ciprian Brata          |

| N. |                        | Ruolo | Calciatore            |
| -- | ---------------------- | ----- | --------------------- |
|    | Argentina (bandiera)   | C     | Gonzalo Cabrera       |
|    | Spagna (bandiera)      | C     | Carralero             |
|    | Romania (bandiera)     | C     | Flavius Cuedan        |
|    | Romania (bandiera)     | C     | Petre Ivanovici       |
|    | Romania (bandiera)     | C     | Claudiu Juncănaru     |
|    | Kosovo (bandiera)      | C     | Mërgim Neziri         |
|    | Romania (bandiera)     | C     | Sergiu Popovici       |
|    | Romania (bandiera)     | C     | Constantin Rosu       |
|    | Romania (bandiera)     | C     | Gabriel Vașvari       |
|    | Paesi Bassi (bandiera) | A     | Rashid Browne         |
|    | Romania (bandiera)     | A     | Vlad Bujor            |
|    | Romania (bandiera)     | A     | István Fülöp          |
|    | Romania (bandiera)     | A     | Attila Hadnagy        |
|    | Spagna (bandiera)      | A     | José Casado           |
|    | Lituania (bandiera)    | A     | Deivydas Matulevičius |
|    | Romania (bandiera)     | A     | Dan Roman             |